# Heungbuga
Heungbuga, ou Le Chant de Heungbu, est l'une des cinq histoires qui subsistent de la tradition coréenne du conte pansori. Il est également appelé Baktaryeong (hangul: 박타령) (La Ballade de la calebasse). L'histoire est celle de Heungbu, un homme pauvre mais bon avec de nombreux enfants. Il possède un message didactique qui met en avant l'amour fraternel, mais il est surtout apprécié pour la critique de ce message dans le déroulement concret des événements.
Heungbuga dépeint la vie des gens ordinaires dans une atmosphère de folklore. Beaucoup d'auditeurs préfèrent le Heungbuga aux autres pansori en raison de son humour. Cet humour dans les spectacles pansori est appelé «jaedam sori», ce qui signifie «bruit amusant» en coréen.
La partie la plus célèbre du Heungbuga est Nolbu le grincheux, qui dépeint le méchant Nolbu avec légèreté et un rythme rapide nommé «jajinmori».
On considère généralement que la dernière partie du Heungbuga est inférieure aux précédentes. Une explication à cela est que la dernière partie n'a pas été suffisamment révisée par ses chanteurs au fil des ans. Cela pourrait être utilisé comme preuve de l'importance du deoneum (en) (tradition de révision et d'ajout des artistes de pansori) dans les pansori.

## Intrigue
Le jeune frère Heungbu, pauvre mais au bon cœur, soigne la jambe cassée d'une hirondelle, et l'hirondelle l'aide en retour. Pour ce faire, l'hirondelle apporte une graine de courge à Heungbu qui la plante. La gourde donne des fruits contenant un trésor. En apprenant cela, le frère aîné de Heungbu, le méchant et avide Nolbu, devient jaloux, et il casse intentionnellement la patte d'une hirondelle. Après cela, Nolbu reçoit lui aussi une graine de courge, mais cette fois, le fruit contient des gobelins.